# Río Henar
El río Henar, Deza o Algadir es un río de escaso caudal de la península ibérica perteneciente a la cuenca hidrográfica del Ebro, afluente del río Jalón por la margen izquierda. Nace al norte del municipio soriano de Almazul y desemboca en el río Jalón a la altura de Cetina tras haber discurrido por, entre otros,  los municipios de Cihuela y Embid de Ariza

## Hidrogeografía
Su nacimiento se produce en las Balsas de San Vicente de Peñalcázar (provincia de Soria), donde tiene como afluente al río Peñalcázar. Desde ahí baja en dirección oeste a Almazul hasta producirse un codo de captura que hace que se desvíe hacia el sudeste. Bajando desde el término municipal de Almazul pasa cerca de Mazaterón y atraviesa los términos municipales de Deza (con Miñana) y Cihuela en la provincia de Soria, entrando en Aragón por Embid de Ariza para después desembocar en el Jalón en el término municipal de Cetina, donde sirve de defensa natural al castillo.
Aparece descrito en el noveno volumen del Diccionario geográfico-estadístico-histórico de España y sus posesiones de Ultramar de Pascual Madoz de la siguiente manera:

HENAR. r. conocido tambien con los nombres de Lerar y Deza; tiene su origen en los manantiales que brotan en la prov. de Soria, term. jurisd. del l. de Almazul , desde el que corre á fertilizar los de Mazateron, donde impulsa un molino harinero; Miñana, en el que mueve otro artefacto de la misma clase; Deza donde hace andar otros 4; Cihuela en el que tambien tiene uno, y Embid de Ariza desde donde, despues de mover otros dos, marcha á dar sus aguas al r. Jalon entre los térm. de Cetina y Contamina: ordinariamente es de escaso caudal aunque de curso perenne; pero en tiempos de tempestades son tales sus avenidas, que causan considerables estragos por las desbordaciones; sucediendo no pocas veces, el que queden interceptadas por bastantes horas, las comunicaciones en la carretera general de Madrid á Zaragoza, que atraviesa á corta dist. de su desagüe en el Jalón.
(Madoz, 1847, p. 167)

## Toponimia
Este curso de agua presenta denominaciones cambiantes en los diferentes pueblos por donde pasa como río Deza, río Henar o río Lerar. En el término municipal de Embid de Ariza toma la denominación de Argadir  o Algadir, que significaba en algarabía "laguna" o "estanque" (en el Delta del Ebro hay un Estany de l'Algadir). En Cetina lo denominan El Barranquillo.
João Batista Labanha lo anotó como río Deça en su Itinerario del reino de Aragón (1610-1611).

## Enlaces de interés
- Wikimedia Commons alberga una categoría multimedia sobre Río Henar.
- Cuenca hidrográfica del Ebro
- Unión de entidades para el cumplimiento de la Directiva de Aguas en la cuenca del Ebro (CuencaAzul) Archivado el 6 de mayo de 2009 en Wayback Machine.
- Distribución territorial de la Cuenca hidrográfica del Ebro. Visto el 6 de septiembre de 2010.

- Datos: Q23999188